# Die Pyramide (Fernsehsendung)
Die Pyramide ist eine Quizsendung, die vom 16. März 1979 bis zum Oktober 1994 im ZDF ausgestrahlt wurde. Der Moderator war Dieter Thomas Heck, und die Titelmusik Die Pyramide der deutschen Show stammt von Gershon Kingsley. Sowohl 2012 als auch 2023 wurde die Sendung von verschiedenen Sendern neu aufgelegt.

## Geschichte
Die deutsche Version basiert auf der US-amerikanischen Spielshow The $10,000 Pyramid, die von Bob Stewart entwickelt wurde, der auch das Konzept von Der Preis ist heiß und Sag die Wahrheit entwickelte. Die Sendung wurde 1973 zunächst von CBS ausgestrahlt, aber erst bei ABC zum Quotenerfolg. Auf verschiedenen Sendern wird die Quizshow, die im Laufe der Jahre als The $25,000 Pyramid, The $50,000 Pyramid und The $100,000 Pyramid Erfolg hatte, in den USA bis heute ausgestrahlt.
Von 1996 bis 1999 lief bei dem deutschen Privatsender Sat.1 die Spielshow Hast Du Worte!? nach dem gleichen Spielprinzip. Die Sendung wurde anfangs von Jörg Pilawa und später von Thomas Koschwitz moderiert.
Im Herbst 2012 wurden, moderiert von Micky Beisenherz und Joachim Llambi als Schiedsrichter, insgesamt 20 neue Folgen von Die Pyramide im Nachmittagsprogramm des ZDF gesendet, welche bereits vorab im Vorabendprogramm von ZDFneo zu sehen waren.
Im Rahmen der SAT.1 Kult-Show-Wochen wurden 2023 drei neue Folgen von Die Pyramide, moderiert von Jörg Pilawa, ausgestrahlt.

## Die Pyramide (ZDF, 1979–1994)

### Aufzeichnung und Ausstrahlung
Jede Staffel wurde meist einige Monate vor der Ausstrahlung im Fernsehstudio München (FSM) in Unterföhring aufgezeichnet. So wurde z. B. mit den prominenten Kandidaten Heidi Brühl und Reinhard Mey (auch Musikauftritt) eine 45-minütige Pilotfolge produziert, die aber erstmals am 3. April 2012 auf ZDFkultur ausgestrahlt wurde. Die Sendung wurde in unregelmäßigen Abständen, manchmal aber auch im wöchentlichen Rhythmus, an verschiedenen Wochentagen ausgestrahlt.

### Regeln
Ziels des Spiels, das über mehrere Runden geht, ist, dass sich zwei Kandidaten in dreißig Sekunden sieben Begriffe auf verschiedene Art und Weise (Pantomime, Begriffsumschreibungen) erklären müssen, ohne Teile des Begriffs selbst zu verwenden.
In der ZDF-Ausgabe wurden zwei Teams aus jeweils einem Prominenten und einem Zuschauerkandidaten gebildet. Gespielt wurden pro Sendung insgesamt drei Pyramiden-Runden. Es wurden zunächst zwischen beiden Kandidatenpaaren jeweils drei Vorrunden abwechselnd gespielt, bei denen die Hände für Gestiken benutzt werden durften. Es standen allerdings auch nur 30 Sekunden Zeit zur Verfügung, um sieben Begriffe zu erraten. Wurde bei einem der Begriffe gegen die Vorschrift, keine Bestandteile des Lösungswortes zu verraten, verstoßen, schied der Begriff aus; die Runde lief jedoch weiter bis zum zeitlichen Ende, wenn noch zu ratende Begriffe vorhanden waren. Schaffte es das Kandidatenpaar, alle sieben Begriffe einer Vorrunde korrekt zu erraten, gab es 200 DM extra.
Das Kandidatenpaar, welches die meisten Begriffe in den drei Vorrunden erriet, konnte schließlich um die entsprechende Pyramide spielen. Bei Gleichstand wurde eine Stichfrage gestellt. Schließlich wurde die Spielhälfte der siegreichen Kandidaten der Vorrunde in die Mitte des Feldes geschoben, eine Pyramidenanimation erschien und innerhalb 60 Sekunden mussten sechs Begriffe erraten werden.
Die Pyramiden, um die gespielt wurde, waren dabei unterschiedlich dotiert: die erste Pyramide mit 500 DM, die zweite mit 1000 DM und die dritte mit 1500 DM. Die zu erratenden Begriffe waren dabei auch nicht mit stets gleichen, sondern mit steigenden DM-Beträgen gewertet: 50 DM für die ersten drei, 100 DM für die nächsten zwei, 150 DM für den letzten Begriff (insgesamt 500 DM) in der ersten Pyramide; analog dreimal 100 DM, zweimal 200 DM, einmal 300 DM (insgesamt 1000 DM) in der zweiten Pyramide; und dito dreimal 150 DM, zweimal 300 DM, einmal 450 DM (insgesamt 1500 DM) in der dritten Pyramide.
In der Pyramidenrunde waren Gestiken jedoch fast gar nicht möglich, da der Hinweisgeber seine Hände in zwei Schlaufen stecken musste. Fatal bei dieser Runde: wenn gegen die bereits erwähnte Regel bei Umschreibungen verstoßen wurde, war die Runde sofort zu Ende und nicht erst nach 60 Sekunden.
In strittigen Situationen (meist einmal pro Sendung) schaltete sich der Oberschiedsrichter und Münchner Rechtsanwalt Josef Heindl über Telefon ein. In der „Halbzeit“ kam ein Musiktitel, welcher hauptsächlich grob in die Kategorie Schlager einzuordnen war und zumeist auf Deutsch gesungen wurde.

### Gewinne
Die Gewinne der Prominenten wurden drei Sendungen lang gesammelt und dann für einen guten Zweck gespendet (der jeweilige Fall wurde von Heck kurz geschildert, jedoch die betroffene Person namentlich nicht erwähnt). Die Zuschauerkandidaten durften ihr Geld behalten.

### Brettspiel
Heute gibt es einige Gesellschaftsspiele (Brett- und Kartenspiele), die diesem Vorbild folgen, beispielsweise Activity.

### Liste der ZDF-Ausstrahlungen
| Folge Nr.   | Wochentag | Datum                   | Kandidatin                        | Kandidat               | Musikgast |
| ----------- | --------- | ----------------------- | --------------------------------- | ---------------------- | --- |
| 000 (Pilot) | Fr.       | 17. Nov. 1978 (geplant) | Heidi Brühl                       | Reinhard Mey           | Reinhard Mey (Es gibt Tage, da wünscht’ ich, ich wär mein Hund) Heidi Brühl (What I Did for Love)                                                   |
| 001         | Fr.       | 16. März 1979           | Hanni Vanhaiden                   | Reinhard Mey           | Hanni Vanhaiden (Ich bin die Mieze vom 1. Kanal) Reinhard Mey (Das erste graue Haar aus der LP Menschenjunges)                                      |
| 002         | Fr.       | 6. Apr. 1979            | Helga Feddersen                   | Chris Roberts          | Helga Feddersen (In Bauermanns Bierkeller) Chris Roberts (Ich liebe dieses Land) Ralph Siegel (als Gast im Publikum sitzend)                        |
| 003         | Fr.       | 4. Mai 1979             | Katja Ebstein                     | Roy Black              | Roy Black (Lucky (Deutsche Originalaufnahme)) Katja Ebstein (Es müssen keine Rosen sein)                                                            |
| 004         | Fr.       | 1. Juni 1979            | Caterina Valente                  | Jürgen Drews           | Jürgen Drews (Du schaffst mich (You Thrill Me)) Caterina Valente (Flamenco Espanol)                                                                 |
| 005         | Fr.       | 6. Juli 1979            | Heidi Brühl                       | Ralf Wolter            | Heidi Brühl (What I Did for Love) Ralf Wolter (Der Sinn des Lebens / Eine Mark)                                                                     |
| 006         | Fr.       | 7. Sep. 1979            | Monika Peitsch                    | Walter Giller          | Walter Giller (Wie ist es möglich, dass so was möglich ist) Monika Peitsch (Sei im Leben stets ein Clown)                                           |
| 007         | Fr.       | 5. Okt. 1979            | Elke Sommer                       | Volker Lechtenbrink    | Volker Lechtenbrink (Der Spieler) Elke Sommer (Las Vegas)                                                                                           |
| 008         | Fr.       | 2. Nov. 1979            | Mary Roos                         | Klaus Havenstein       | Mary Roos (Die erste Begegnung) Klaus Havenstein (Schmeiß weg)                                                                                      |
| 009         | Mo.       | 28. Jan. 1980           | Elisabeth Volkmann                | Sepp Maier             | Dschinghis Khan (Hadschi Halef Omar) |
| 010         | Mo.       | 3. März 1980            | Heide Rosendahl                   | Mike Krüger            | Mike Krüger (Der Nippel) Boney M. (Bahama Mama) |
| 011         | Mo.       | 31. März 1980           | Margot Werner                     | Rainer Holbe           | Saragossa Band (Medley: Big Bamboo; Rasta Man; Zabadak)                                                                                             |
| 012         | Mo.       | 12. Mai 1980            | Victoria Voncampe                 | Joachim Fuchsberger    | Martin Mann (Memories) |
| 013         | Mo.       | 9. Juni 1980            | Antje-Katrin Kühnemann            | Jupp Derwall           | Truck Stop (Medley: Ich möcht’ so gern Dave Dudley hör’n; Take It Easy, altes Haus; Der wilde wilde Westen)                                         |
| 014         | Mo.       | 7. Juli 1980            | Petra Schürmann                   | Elmar Gunsch           | Rex Gildo (Medley: Fiesta Mexicana; Marie, der letzte Tanz ist nur für dich; Der letzte Sirtaki; Frei sein, wie sonst nur Kinder sind)              |
| 015         | Mo.       | 26. Jan. 1981           | Mildred Scheel                    | Thomas Gottschalk      | Dschinghis Khan (Pistolero – TV-Premiere) |
| 016         | Mo.       | 23. Feb. 1981           | Helga Guitton                     | Heinz Eckner           | Goombay Dance Band (Rain) |
| 017         | Mo.       | 27. Apr. 1981           | Alice Kessler                     | Ellen Kessler          | The Hornettes (Jukebox / Mannequin) |
| 018         | Mo.       | 29. Juni 1981           | Ulrike von Möllendorff            | Walther Leisler Kiep   | Alice und Ellen Kessler (New York) |
| 019         | Mo.       | 27. Juli 1981           | Barbara Valentin                  | Hans Joachim Stuck     | Gitte Hænning (Etwas ist geschehen) |
| 020         | Mo.       | 24. Aug. 1981           | Désirée Nosbusch                  | Thomas Ohrner          | Saragossa Band (Agadou) |
| 021         | Mo.       | 5. Okt. 1981            | Lotti Krekel                      | Ernst H. Hilbich       | Orlando Riva Sound (Who Built the Pyramids) |
| 022         | Mo.       | 2. Nov. 1981            | Ingrid Peters                     | Gotthilf Fischer       | Trix (C’est la vie / Alfonsina y el Mar) |
| 023         | Mo.       | 23. Nov. 1981           | Johanna von Koczian               | Günter Verheugen       | Michael Holm (Liebe braucht Nähe) |
| 024         | Sa.       | 19. Dez. 1981           | Cleo Kretschmer                   | Michael Holm           | Marvelli jr. (Zauberer) |
| 025         | Mo.       | 25. Jan. 1982           | Heinz Schenk                      | Alfred Biolek          | Roland Kaiser (Weil ich glaube) |
| 026         | Mo.       | 15. März 1982           | Annette von Aretin                | Guido Baumann          | Toni Hochegger und sein Pferd 'Jacket’ (Tierdressur)                                                                                                |
| 027         | Mo.       | 19. Juli 1982           | Dieter Kürten                     | Lotti Ohnesorge        | Tony Marshall (Jim und Andy (Deutsche Originalaufnahme))                                                                                            |
| 028         | Mo.       | 23. Aug. 1982           | Elke Kast                         | Michael Schanze        | Robert Abt (Ich will nicht mehr lügen) |
| 029         | Mo.       | 20. Sep. 1982           | Christiane Rücker                 | Frank Zander           | Mister Cox (Magier) |
| 030         | Mo.       | 15. Nov. 1982           | Jutta Speidel                     | Peter Hofmann          | Peter Hofmann (The House of the Rising Sun) |
| 031         | Mo.       | 27. Dez. 1982           | Evelyn Künneke                    | Jürgen Scheller        | Fred Roby (Bauchredner) |
| 032         | Fr.       | 18. Feb. 1983           | Lisa Fitz                         | Hellmut Lange          | Stefan Waggershausen (Cote d’Azur) |
| 033         | Fr.       | 11. März 1983           | Ingeborg Schöner                  | Robert Lembke          | Dieter Hallervorden & Rotraud Schindler (Sketche aus Zelleriesalat)                                                                                 |
| 034         | Fr.       | 15. Apr. 1983           | Monika Lundi                      | René Kollo             | René Kollo (Heimat – Land der Lieder) |
| 035         | Fr.       | 13. Mai 1983            | Michaela May                      | Klaus Dahlen           | Al Bano & Romina Power (Che Angelo Sei) |
| 036         | Fr.       | 10. Juni 1983           | Sigi Harreis                      | Hans-Jürgen Bäumler    | Costa Cordalis (Ich mag dich) |
| 037         | Fr.       | 30. Sep. 1983           | Karin Eickelbaum                  | Harald Juhnke          | Bernhard Brink (Dafür leb’ ich) |
| 038         | Fr.       | 21. Okt. 1983           | Louise Martini                    | Peer Schmidt           | Veronika Fischer (Am Abend vor dem Sturm) |
| 039         | Mo.       | 31. Okt. 1983           | Frank Elstner                     | Claus Hinrich Casdorff | Hiroko Murata (Let Me Down Easy) |
| 040         | Fr.       | 2. Dez. 1983            | Liselotte Pulver                  | Hans Clarin            | Francis Lai (Traumschiff-Medley) |
| 041         | Sa.       | 7. Jan. 1984            | Sissy de Mas                      | Paul Breitner          | Vicky Leandros (Liebe mich heut nacht) |
| 042         | Sa.       | 28. Jan. 1984           | Katerina Jacob                    | Gunther Philipp        | Relax (Marie) |
| 043         | Sa.       | 28. Juli 1984           | Tina Riegel                       | Gerhart Baum           | Heino & Hannelore (Halt dich fit, wander' mit) |
| 044         | Sa.       | 1. Sep. 1984            | Iris Berben                       | Carlo von Tiedemann    | Ady Zehnpfennig mit dem Musikclown Tessi (Medley)                                                                                                   |
| 045         | Sa.       | 24. Nov. 1984           | Ulrike Meyfarth                   | Roland Kaiser          | Ulrich Eicke (Hey, wir sind alle okay) |
| 046         | Sa.       | 22. Dez. 1984           | Bibi Johns                        | Gerhard Wendland       | Peter Hofmann & Deborah Sasson (Things I Never Said)                                                                                                |
| 047         | Sa.       | 5. Jan. 1985            | Karin Tietze-Ludwig               | Werner Kreindl         | Volker Lechtenbrink (Was können wir denn dafür tun?)                                                                                                |
| 048         | Sa.       | 19. Jan. 1985           | Ursela Monn                       | Rolf Schimpf           | Roberto Blanco y sus amigos latinoamerianos (Medley)                                                                                                |
| 049         | Sa.       | 16. Feb. 1985           | Anja Kruse                        | Peter Illmann          | |
| 050         | Sa.       | 30. März 1985           | Heide Keller                      | Ignaz Kiechle          | Didian & Monika Fräcks |
| 051         | Sa.       | 8. Juni 1985            | Sabine Sauer                      | Claus Wilcke           | Stephan Sulke (Und ich mach es halt doch noch einmal)                                                                                               |
| 052         | Sa.       | 29. Juni 1985           | Juliane Werding                   | Ernst Dieter Lueg      | |
| 053         | Sa.       | 13. Juli 1985           | Marion Kracht                     | Viktor Worms           | Goombay Dance Band (Marlena) |
| 054         | Sa.       | 27. Juli 1985           | Simone Rethel                     | Horst Janson           | The Hornettes (Gassenhauer-Medley) |
| 055         | Sa.       | 10. Aug. 1985           | Ilse Werner                       | Norbert Schramm        | Dschinghis Khan (Mexico) |
| 056         | Sa.       | 24. Aug. 1985           | Barbara Dickmann                  | Ernst Huberty          | Chris Roberts (Lalala Song) |
| 057         | Sa.       | 7. Sep. 1985            | Rosi Mittermaier                  | Christian Neureuther   | Leinemann (Mein Tuut Tuut) |
| 058         | Sa.       | 15. März 1986           | Margot Hielscher                  | Thomas Fritsch         | Peter Parsch (Sag weißt du denn was Liebe ist) |
| 059         | Sa.       | 29. März 1986           | Beate Wedekind                    | Michael Graeter        | Vicky Leandros (Melodien aus Griechenland) |
| 060         | So.       | 27. Apr. 1986           | Anja Schüte                       | Eduard Zimmermann      | G. G. Anderson (Medley seiner Kompositionen: Lieb mich ein letztes Mal, Mama Lorraine, Manuel Goodbye, Ja, ja, die Katja, die hat ja…, Schach Matt) |
| 061         | Sa.       | 24. Mai 1986            | Dagmar Berghoff                   | Claus Seibel           | Jürgen Marcus (Ich hab dich gesehen) |
| 062         | Sa.       | 12. Juli 1986           | Hanne Haller                      | Bernie Paul            | Showband der Bundeswehr (Medley: Live Is Life, You’re My Heart, You’re My Soul …)                                                                   |
| 063         | Sa.       | 30. Aug. 1986           | Cornelia Hanisch                  | Max Schautzer          | Cindy & Bert (Rock’n Roll-Medley) |
| 064         | Sa.       | 13. Sep. 1986           | Julia Biedermann                  | Hans Bierbrauer        | Mireille Mathieu (Du weißt doch, ich lieb Dich) |
| 065         | Mi.       | 1. Okt. 1986            | Ute Christensen                   | Peer Augustinski       | Maxi & Chris Garden (Meine Stadt) |
| 066         | Do.       | 21. Mai 1987            | Christa Gierke und Frank Schröder | Jürgen von der Lippe   | Volker Lechtenbrink (Irgendwann) |
| 067         | Sa.       | 30. Mai 1987            | Ramona Leiß                       | Pit Weyrich            | Roland Kaiser (Veronica) |
| 068         | Sa.       | 13. Juni 1987           | Margarethe Schreinemakers         | Manfred Krug           | Drafi Deutscher (Medley) |
| 069         | Sa.       | 27. Juni 1987           | Vera Russwurm                     | Diether Krebs          | Nicole (Song for the World) |
| 070         | Sa.       | 11. Juli 1987           | Irene Epple                       | Felix Magath           | Andy Borg (Weißt du wie das ist) |
| 071         | Sa.       | 25. Juli 1987           | Marie-Theres Relin                | Jan Hofer              | Die Flippers (Medley) |
| 072         | Sa.       | 8. Aug. 1987            | Birgit Lechtermann                | Wilfried Baasner       | Leonard (Schau mir in die Augen) |
| 073         | Sa.       | 22. Aug. 1987           | Anneliese Rothenberger            | Gerhard Klarner        | Caterina Valente (Medley) |
| 074         | Sa.       | 18. Juni 1988           | Vera Tschechowa                   | Toni Mang              | Bernd Clüver & The Four Kings (Medley) |
| 075         | Sa.       | 25. Juni 1988           | Eva Pflug                         | Dieter Bohlen          | C. C. Catch (House of Mystic Lights) |
| 076         | Sa.       | 2. Juli 1988            | Nicole                            | Amadeus August         | Karel Gott (Country Roads, Together Again) |
| 077         | Sa.       | 9. Juli 1988            | Christa Kinshofer-Güthlein        | Peter Rapp             | Peter Cornelius (Irren ist männlich) |
| 078         | Sa.       | 16. Juli 1988           | Susanne Uhlen                     | Karl Dall              | Ireen Sheer (Amazing Grace; Ich bin da) |
| 079         | Sa.       | 23. Juli 1988           | Claudia Kohde-Kilsch              | Manfred Seipold        | Headline Gesangsgruppe (Swing-Medley) |
| 080         | Sa.       | 30. Juli 1988           | Marie-Luise Marjan                | Peter Kraus            | Leinemann (Es steht ’ne Kiste Bier in Spanien) |
| 081         | Sa.       | 6. Aug. 1988            | Diana Körner                      | Horst Frank            | Salvatore Adamo (Que sera) |
| 082         | Sa.       | 13. Aug. 1988           | Evelyn Hamann                     | Dietmar Schönherr      | Nicole (So wie du) |
| 083         | Sa.       | 20. Aug. 1988           | Carolin Reiber                    | Mike Krüger            | Mike Krüger (Alle sprechen davon) |
| 084         | Sa.       | 27. Aug. 1988           | Angelika Milster                  | Volker Brandt          | The Hollies (Shine Silently) |
| 085         | Sa.       | 3. Sep. 1988            | Cindy Berger                      | Pit Krüger             | Dieter Dornig (Niemand weiß wohin der Wind uns weht)                                                                                                |
| 086         | Sa.       | 10. Juni 1989           | Barbara Wussow                    | Tommi Piper            | Hanne Haller (Mein lieber Mann) |
| 087         | Sa.       | 17. Juni 1989           | Sandra                            | Jörg Wontorra          | Sandra (Around My Heart) |
| 088         | Sa.       | 24. Juni 1989           | Ilona Christen                    | René Weller            | Ludwig Baumann (Die letzte Rose) |
| 089         | Sa.       | 1. Juli 1989            | Margot Eskens                     | Camillo Felgen         | Rolf Zuckowski (Frühstück für Mama) |
| 090         | Sa.       | 8. Juli 1989            | Klaus Baumgart                    | Klaus Büchner          | Klaus und Klaus (Ich bin kein schöner Mann) |
| 091         | Sa.       | 15. Juli 1989           | Paola Felix                       | Kurt Felix             | Paola (Blue Bayou, Rose der Nacht) |
| 092         | Sa.       | 22. Juli 1989           | Michaela Gerg                     | Reinhold Roth          | Gunter Gabriel (Dankwart und Leila) |
| 093         | Sa.       | 29. Juli 1989           | Christine Reinhart                | Christian Wolff        | Spider Murphy Gang (FFB) |
| 094         | Sa.       | 5. Aug. 1989            | Birgit Schrowange                 | Hans Klein             | Katharina (La Direttissima) |
| 095         | Sa.       | 12. Aug. 1989           | Cornelia Scheel                   | Gert Rosenthal         | Freddy Breck (Medley) |
| 096         | Sa.       | 19. Aug. 1989           | Karin Feddersen                   | Michael Carl           | Hitzefrei (Medley) |
| 097         | Mi.       | 23. Aug. 1989           | Viktoria Brams                    | Michael Hinz           | Costa Cordalis (Asche oder Glut) |
| 098         | Sa.       | 2. Sep. 1989            | Ingrid Peters                     | Wolfgang Völz          | G. G. Anderson |
| 099         | Sa.       | 2. Juni 1990            | Bianca                            | Christian Quadflieg    | Hanne Haller (Bratkartoffeln mit Spiegelei) |
| 100         | Sa.       | 9. Juni 1990            | Eleonore Weisgerber               | Klaus Wildbolz         | Marion Maerz (Medley) |
| 101         | Sa.       | 16. Juni 1990           | Monika Hohlmeier                  | Jochen Schroeder       | |
| 102         | Sa.       | 22. Juni 1990           | Claus Theo Gärtner                | Rainer Hunold          | Al Bano & Romina Power (Bussa Ancora) |
| 103         | Fr.       | 29. Juni 1990           | Brigitte Grothum                  | Wolfgang Lippert       | |
| 104         | Fr.       | 6. Juli 1990            | Ingrid Steeger                    | Hans-Joachim Stuck     | |
| 105         | Fr.       | 13. Juli 1990           | Grit Boettcher                    | Bernd Clüver           | kein Showteil, da nur 30 Minuten Sendezeit |
| 106         | Fr.       | 20. Juli 1990           | Claudia Weins                     | Jürgen Hingsen         | |
| 107         | Fr.       | 27. Juli 1990           | Erika Berger                      | Günther Jauch          | Die Flippers (Medley) |
| 108         | Fr.       | 3. Aug. 1990            | Isabel Varell                     | Drafi Deutscher        | |
| 109         | Fr.       | 10. Aug. 1990           | Carmen Nebel                      | Klausjürgen Wussow     | Relax |
| 110         | Fr.       | 17. Aug. 1990           | Heino                             | Hannelore Auer         | |
| 111         | Fr.       | 24. Aug. 1990           | Maria Schell                      | Reinhold Timm          | Pit & die Poppies |
| 112         | Sa.       | 1. Sep. 1990            | Gabriele Seyfert                  | Jörg Knör              | |
| 113         | Sa.       | 8. Sep. 1990            | Nena                              | Heiner Lauterbach      | Nena |
| 114         | Sa.       | 15. Sep. 1990           | Jule Neigel                       | Heinz Rennhack         | |
| 115         | Sa.       | 25. Mai 1991            | Mareike Carrière                  | Ezard Haußmann         | Hanne Haller |
| 116         | Sa.       | 1. Juni 1991            | Corinna Drews                     | Ulli Potofski          | |
| 117         | Sa.       | 8. Juni 1991            | Monika Sundermann                 | Harald Schmidt         | New Mixed Emotions (Lonely Lover) |
| 118         | Sa.       | 15. Juni 1991           | Ursula Karven                     | Ruprecht Eser          | |
| 119         | Sa.       | 22. Juni 1991           | Maria Furtwängler                 | Manfred Lehmann        | |
| 120         | Sa.       | 29. Juni 1991           | Dagmar Koller                     | Helmut Bradl           | |
| 121         | Sa.       | 6. Juli 1991            | Maria von Welser                  | Erhard Keller          | |
| 122         | Sa.       | 13. Juli 1991           | Stephan Orlac                     | Juliane Rautenberg     | Nino de Angelo |
| 123         | Sa.       | 20. Juli 1991           | Irene Clarin                      | G. G. Anderson         | |
| 124         | Sa.       | 27. Juli 1991           | Nicole Uphoff                     | Georg Hackl            | |
| 125         | Sa.       | 3. Aug. 1991            | Claudia Rieschel                  | Dieter Zimmer          | |
| 126         | Sa.       | 10. Aug. 1991           | Ute Verhoolen                     | Andreas Grasmüller     | |
| 127         | Sa.       | 17. Aug. 1991           | Hella von Sinnen                  | Edgar Bessen           | |
| 128         | Do.       | 9. Jan. 1992            | Monika Peitsch                    | Jürgen Roland          | |
| 129         | Do.       | 6. Feb. 1992            | Christiane Krüger                 | Gerhard Berger         | |
| 130         | Do.       | 5. März 1992            | Senta Berger                      | Max Merkel             | Stefan Waggershausen |
| 131         | Do.       | 2. Apr. 1992            | Eva Herman                        | Rolf Zacher            | |
| 132         | Do.       | 23. Apr. 1992           | Andrea L’Arronge                  | Werner Veigel          | Franz Lambert & Peter Beil |
| 133         | Do.       | 7. Mai 1992             | Tina Ruland                       | Uwe Hübner             | |
| 134         | Do.       | 11. Juni 1992           | Kristina Bach                     | Elmar Hörig            | Howard Carpendale (Mit viel, viel Herz) |
| 135         | Do.       | 18. Juni 1992           | Brigitte Bastgen                  | Horst Jüssen           | Lena Valaitis |
| 136         | Do.       | 2. Juli 1992            | Nicki                             | Jochen Busse           | Nicki (Des geht vorbei) |
| 137         | Do.       | 9. Juli 1992            | Maybrit Illner                    | Dieter Eppler          | |
| 138         | Do.       | 6. Aug. 1992            | Katharina Köhntopp                | Bernhard Brink         | Ireen Sheer & Bernhard Brink (Du gehst fort) |
| 139         | Do.       | 10. Sep. 1992           | Susanna Wellenbrink               | Wolfgang Lippert       | |
| 140         | Do.       | 8. Okt. 1992            | Franziska Bronnen                 | Henry Maske            | |
| 141         | Do.       | 29. Okt. 1992           | Babette Einstmann                 | Jens Weißflog          | |
| 142         | Do.       | 19. Nov. 1992           | Monika Baumgartner                | Ottfried Fischer       | |
| 143         | Di.       | 5. Jan. 1993            | Anita Kupsch                      | Alfons Schuhbeck       | |
| 144         | Di.       | 12. Jan. 1993           | Julia Biedermann                  | Patrick Lindner        | |
| 145         | Di.       | 19. Jan. 1993           | Maria Sebaldt                     | Robert Giggenbach      | Claudia Jung (Das Dunkel der Nacht) |
| 146         | Di.       | 26. Jan. 1993           | Sissy Höfferer                    | Volkert Kraeft         | Joy Fleming |
| 147         | Sa.       | 4. Sep. 1993            | Sabrina Fox                       | Uwe Friedrichsen       | |
| 148         | Sa.       | 11. Sep. 1993           | Christina Plate                   | Alexander Niemetz      | |
| 149         | Sa.       | 18. Sep. 1993           | Jutta Speidel                     | Jimmy Hartwig          | Brunner & Brunner |
| 150         | Sa.       | 25. Sep. 1993           | Diana Körner                      | Rolf Töpperwien        | |
| 151         | Sa.       | 9. Okt. 1993            | Petra Gerster                     | Siegfried Rauch        | |
| 152         | Sa.       | 16. Okt. 1993           | Sabine von Maydell                | Frank Schröder         | Peggy March |
| 153         | Sa.       | 23. Okt. 1993           | Liane Hielscher                   | Dietz-Werner Steck     | |
| 154         | Sa.       | 30. Okt. 1993           | Dagmar Frederic                   | Bernd Stephan          | |
| 155         | Sa.       | 6. Nov. 1993            | Daniela Ziegler                   | Waldemar Hartmann      | |
| 156         | Sa.       | 13. Nov. 1993           | Jutta Bayer-Schuhn                | Heinz Baumann          | |
| 157         | Sa.       | 20. Nov. 1993           | Ilona Grübel                      | Eberhard Feik          | |
| 158         | Sa.       | 27. Nov. 1993           | Myriam Stark                      | Hans-Jürgen Schatz     | |
| 159         | Sa.       | 11. Dez. 1993           | Claudia Wenzel                    | Michael Lesch          | |
| 160         | Sa.       | 18. Dez. 1993           | Michelle                          | Stefan Behrens         | |
| 161         | Sa.       | 8. Jan. 1994            | Karina Thayenthal                 | Marek Erhardt          | |
| 162         | Sa.       | 15. Jan. 1994           | Nadeshda Brennicke                | Uwe Fellensiek         | |
| 163         | Sa.       | 22. Jan. 1994           | Veronika Fischer                  | Gedeon Burkhard        | Freddy Breck |
| 164         | Sa.       | 29. Jan. 1994           | Jutta Kammann                     | Peter Hahne            | Smokie (Medley) |

Quelle: u. a. Archiv des Hamburger Abendblatts, Online-Archiv der Wiener Arbeiter-Zeitung, ZDF-Programmservice

## Die Pyramide (ZDF / ZDFneo, 2012)
Eine Neuauflage der Show, die 2012 produziert wurde, moderierte Micky Beisenherz. Joachim Llambi bekleidete die Position des Schiedsrichters, der, im Gegensatz zum Original, in der Neuauflage öffentlich zu sehen war. Es wurden nur noch zwei Vorrunden und zwei Pyramiden gespielt, wobei die erste mit 5.000 Euro und die zweite mit 10.000 Euro dotiert war. Die Sendung lief zwecks Resonanz- und Quotentest bereits um drei Wochen versetzt ab dem 6. August 2012 wochentags um 18:45 Uhr als werbefreie Vorabausstrahlung auf dem digitalen Spartenkanal zdf neo. Ab dem 27. August 2012 wurde sie regulär um 16:15 Uhr im ZDF ausgestrahlt und dort einmal durch einen kurzen Werbeblock und Programmhinweise unterbrochen. Wegen zu schwacher Quoten wurden die letzten fünf Folgen ab dem 17. September 2012 ins Nachtprogramm verlegt und nach der insgesamt 20 Folgen zählenden ersten Staffel eingestellt.
| Folge Nr. | Vorabausstrahlung ZDFneo | Sendedatum ZDF | Kandidat(in) 1       | Kandidat(in) 2      |
| --------- | ------------------------ | -------------- | -------------------- | ------------------- |
| 01        | 6. Aug. 2012             | 27. Aug. 2012  | Christine Neubauer   | Oliver Pocher       |
| 02        | 7. Aug. 2012             | 28. Aug. 2012  | Esther Schweins      | Marcel Reif         |
| 03        | 8. Aug. 2012             | 29. Aug. 2012  | Dunja Hayali         | Gülcan Kamps        |
| 04        | 9. Aug. 2012             | 30. Aug. 2012  | Jana Ina Zarrella    | Giovanni Zarrella   |
| 05        | 10. Aug. 2012            | 31. Aug. 2012  | Jens Riewa           | Bernd Stelter       |
| 06        | 13. Aug. 2012            | 3. Sep. 2012   | Patrick Bach         | Marc Bator          |
| 07        | 14. Aug. 2012            | 4. Sep. 2012   | Jan Hofer            | Birgit Schrowange   |
| 08        | 15. Aug. 2012            | 5. Sep. 2012   | Charlotte Engelhardt | Sandra Maria Meier  |
| 09        | 16. Aug. 2012            | 6. Sep. 2012   | Jaecki Schwarz       | Isabel Varell       |
| 10        | 17. Aug. 2012            | 7. Sep. 2012   | Hellmuth Karasek     | Simon Gosejohann    |
| 11        | 20. Aug. 2012            | 10. Sep. 2012  | Stefanie Hertel      | Palina Rojinski     |
| 12        | 21. Aug. 2012            | 11. Sep. 2012  | Kai Ebel             | Judith Hildebrandt  |
| 13        | 22. Aug. 2012            | 12. Sep. 2012  | Mareile Höppner      | Katja Burkard       |
| 14        | 23. Aug. 2012            | 13. Sep. 2012  | Jochen Schropp       | Paul Janke          |
| 15        | 24. Aug. 2012            | 14. Sep. 2012  | Anja Kruse           | Wolfgang Bosbach    |
| 16        | 27. Aug. 2012            | 17. Sep. 2012  | Motsi Mabuse         | Peter Hahne         |
| 17        | 28. Aug. 2012            | 18. Sep. 2012  | Andrea Kaiser        | Norbert König       |
| 18        | 29. Aug. 2012            | 19. Sep. 2012  | Oliver Petszokat     | Jeanette Biedermann |
| 19        | 30. Aug. 2012            | 20. Sep. 2012  | Ralph Morgenstern    | Alexa Maria Surholt |
| 20        | 31. Aug. 2012            | 21. Sep. 2012  | Pascal Hens          | Michaela Schaffrath |

## Die Pyramide (Sat.1, 2023)
Eine Neuauflage mit drei Folgen der Show wurde 2023 im Rahmen der SAT.1 Kult-Show-Wochen produziert, moderiert von Jörg Pilawa. Dabei wurden sowohl das Konzept verändert (u. a. Einbeziehung von Aktionsspielen, größere Anzahl an Teams und Spielrunden) als auch die Länge der Show mehr als verdoppelt.
| Folge Nr. | Sendedatum    | Kandidat(in) 1     | Kandidat(in) 2   | Kandidat(in) 3       | Kandidat(in) 4      |
| --------- | ------------- | ------------------ | ---------------- | -------------------- | ------------------- |
| 01        | 6. Feb. 2023  | Ruth Moschner      | Tom Beck         | Bastian Bielendorfer | Simone Thomalla     |
| 02        | 19. Juli 2023 | Andrea Kiewel      | Pierre M. Krause | Amira Pocher         | Oliver Pocher       |
| 03        | 26. Juli 2023 | Panagiota Petridou | Verona Pooth     | Ralf Schmitz         | Wotan Wilke Möhring |